# Arturo Rossato
Arturo Rossato (* 1882 in Vicenza; † 1942 in Mailand) war ein italienischer Journalist, Dramatiker, Lyriker und Librettist.
Rossato war Redakteur der Zeitungen Popolo d’Italia und Secolo-Sera. Er verfasste Komödien teils im venezianischen Dialekt, von denen Nina no far la stupida (1922) und La biondina in gondoleta (1926) – beide in Zusammenarbeit mit Gian Capo – einigen Erfolg hatten. Seine Opernlibretti wurden u. a. von Riccardo Zandonai (Giulietta e Romeo, I cavalieri di Ekebù), Franco Alfano (Madonna Imperia) und Francisco Mignone (L’innocente) vertont.